# Ehsan Yarshater
Ehsan Yarshater (3 de abril de 1920 - 1 de setembro de 2018) era um historiador e linguista iraniano especializado em iranologia. Ele foi o fundador e diretor do Centro de Estudos Iranianos e Professor Emérito de Estudos Iranianos da Universidade de Columbia, Hagop Kevorkian.
Ele foi o primeiro professor de Língua Persa em tempo integral em uma universidade dos EUA desde a Segunda Guerra Mundial.
Ele foi um dos 40 editores da Encyclopædia Iranica, com artigos de 300 autores de várias instituições acadêmicas. Ele também editou o terceiro volume do The Cambridge History of Iran, compreendendo a história dos selêucidas, dos partos e dos sassânidas e de um volume intitulado Literatura Persa. Ele também foi editor de uma série de dezesseis volumes chamada History of Persian Literature. Ele ganhou vários prêmios internacionais por bolsas de estudo, incluindo um prêmio da UNESCO em 1959 e a Medalha Giorgio Levi Della Vida por Realização em Estudos Islâmicos da UCLA em 1991. As séries de palestras em seu nome foram instituídas na Universidade de Londres e na Universidade da Califórnia, em Los Angeles, e no Centro Nacional de Pesquisa Científica de Paris.

## Vida e carreira
Nascido em Hamedan, Pérsia (Irã), Ehsan Yarshater estudou língua e literatura persa na Universidade de Teerã e filologia iraniana (iraniano antigo e médio) na School of Oriental and African Studies (SOAS) da Universidade de Londres com Walter Bruno Henning. Sua dissertação na Universidade de Teerã tratou da poesia persa sob o timúrida Shahrukh (século XV). Sua dissertação da Universidade de Londres, elaborada e publicada posteriormente como A Grammar of Southern Tati Dialects (Mouton, 1969), descreve uma série de dialetos Tati falados no sudoeste de Gasvim.
Ele publicou vários artigos sobre os dialetos iranianos ocidentais modernos, principalmente Tati e Taleshi, e os dialetos judaicos do persa (incluindo Lotara'i) e sobre a mitologia persa.

Ele nasceu em uma família bahá'í, mas não tinha afiliação com a fé bahá'í quando adulto.